# 이란 저항국민평의회
이란 저항국민평의회(페르시아어: شورای ملی مقاومت ایران 슈라예 멜리에 모카웨마트에 이란, 영어: National Council of Resistance of Iran; NCRI)는 프랑스에 근거지를 둔 이란계 정치 단체이다. 여러 세력들의 연합체라고 주장하지만, 전문가들은 이 단체가 사실상 이란 인민무자헤딘기구(MEK)의 하위 단체라고 생각하고 있다. 미국은 MEK와 NCRI를 테러 조직으로 지정했으나 2012년에 해제했다.